# 奧斯本／中央大道站
奧斯本/中央大道站（英語：Osborn/Central Avenue station），是一個位於美國亞利桑那州鳳凰城鳳凰城輕鐵的車站。

## 鄰近地標
- 多家金融集團總部或辦公室
- 柏慧中心購物商場 (Park Central Mall)
- 聖約瑟醫院和醫療中心 (St. Joseph's Hospital and Medical Center)
- 鳳凰城企業中心 (Phoenix Corporate Center)

## 接駁交通

### 巴士
- 0號
- 512號（特快）
- 570號（特快）
- 582號（特快）
- 590號（特快）

## 外部連結
- 輕鐵／鳳凰城市路線圖 （英文）